# Journal of Heart Valve Disease
The Journal of Heart Valve Disease is een internationaal, aan collegiale toetsing onderworpen wetenschappelijk tijdschrift op het gebied van de cardiologie.
De naam wordt in literatuurverwijzingen meestal afgekort tot J. Heart Valve Dis.
Het wordt uitgegeven door ICR Publishers en verschijnt tweemaandelijks.
Het eerste nummer verscheen in 1992.